# Moutonnée Valley
Das Moutonnée Valley ist ein  Tal an der Ostküste der westantarktischen Alexander-I.-Insel. Es liegt in den Ganymede Heights und öffnet sich nach Osten zum Moutonnée Lake und dem dahinter liegenden George-VI-Sund. 
Das UK Antarctic Place-Names Committee benannte es 1980 in Anlehnung an die Benennung des gleichnamigen Sees. Dieser trägt den Namen nach dem an seinen Ufern befindlichen Rundhöckergestein (französisch Roches moutonnées).